# Музей рекламы (Париж)
Музей рекламы (фр. Musée de la Publicité) — музей, основанный в Париже в 1978 году. С 1999 года располагается на улице Риволи № 107, в северном крыле Лувра, и является одним из отделов Музея декоративного искусства, управляемого негосударственной организацией Les Arts Décoratifs.

## История
Первые афиши появились в коллекции Музея декоративного искусства в начале XX века и хранились в его библиотеке. В 1972 году Женевьев Пикон выделила собрание афиш в отдельный отдел; в 1978 году на его основе был открыт «Музей афиш» (фр. Musée de l’Affiche). В 1981 году он разместился в 10-м округе Парижа, на Рю-де-Паради, после чего был переименован в «Музей рекламы».
В 1999 году музей был реорганизован: он переехал в 1-й округ города, в северное крыло Луврского дворца, выходящее на улицу Риволи (крыло и павильон Марсана были реконструированы архитектором Жаном Нувелем специально для размещения коллекций Музея декоративного искусства) и с тех пор является отделом рекламы и графического дизайна этого музея.

## Коллекция
Музейные фонды насчитывают более 100 тысяч плакатов, половина которых относится к периоду XVIII — 1-й половины XX веков, другая половина — начиная с 1950-х годов, 30 тысяч газетных рекламных объявлений, 20 тысяч рекламных кинороликов начиная с 1930-х годов, как французских, так и зарубежных, многочисленные образцы теле- и радиорекламы, а также другие объекты и экспонаты, отображающие этапы возникновения и развития рекламной отрасли.
Предметы из собрания выставляются исключительно в период временных выставок Музея декоративного искусства.